# Buzura varianaria
Buzura varianaria là một loài bướm đêm trong họ Geometridae.